# Col d'Ares
Pour les articles homonymes, voir Ares (homonymie).
Ne doit pas être confondu avec Col des Ares.
Le col d'Ares (catalan : Coll d'Ares), à 1 512 ou 1 513 m d'altitude, est un col de montagne des Pyrénées, lieu de passage transfrontalier entre France et Espagne.

## Toponymie
Le lieu est mentionné dès 878 sous la forme in Aras. On le retrouve à partir du XIIIe siècle sous sa forme actuelle d'Ares avec d'autres comme Aris, Aras, Areis...  Au XIVe siècle, le col est aussi appelé Coll de Turtur.
Le toponyme Ares, très fréquent et utilisé essentiellement pour des cols, a une origine ancienne peu certaine. Selon Lluís Basseda, l'étymologie la plus probable est le mot latin Ara, qui désigne un autel, en référence aux anciennes pierres, souvent ornées, élevées près des cols afin de signaler leurs emplacements.

## Géographie
Il relie ainsi Prats-de-Mollo-la-Preste, commune française du département des Pyrénées-Orientales, dans la région Occitanie, à Molló, commune de la comarque du Ripollès, en Catalogne espagnole. La limite entre les deux pays est matérialisée par la borne frontière no 519.

### Climat
| Mois                              | jan. | fév. | mars | avril | mai   | juin  | jui.  | août  | sep. | oct.  | nov. | déc. | année   |
| --------------------------------- | ---- | ---- | ---- | ----- | ----- | ----- | ----- | ----- | ---- | ----- | ---- | ---- | ------- |
| Température minimale moyenne (°C) | −1,8 | −0,9 | 1,3  | 1,7   | 5,9   | 9,8   | 11,5  | 12,2  | 7,9  | 5,6   | 1    | −0,9 | 4,4     |
| Température maximale moyenne (°C) | 5,6  | 7    | 9,5  | 10,3  | 14,6  | 18,6  | 21    | 21,1  | 16,5 | 13,1  | 8,5  | 6,4  | 12,7    |
| Précipitations (mm)               | 50,7 | 51,3 | 34,7 | 88,2  | 143,9 | 118,7 | 104,9 | 136,8 | 139  | 124,2 | 87,1 | 108  | 1 187,4 |

| Diagramme climatique                                  |           |            |             |              |              |             |               |            |              |          |            |
| J                                                     | F         | M          | A           | M            | J            | J           | A             | S          | O            | N        | D          |
| 5,6−1,850,7                                           | 7−0,951,3 | 9,51,334,7 | 10,31,788,2 | 14,65,9143,9 | 18,69,8118,7 | 2111,5104,9 | 21,112,2136,8 | 16,57,9139 | 13,15,6124,2 | 8,5187,1 | 6,4−0,9108 |
| Moyennes : • Temp. maxi et mini °C • Précipitation mm |           |            |             |              |              |             |               |            |              |          |            |

## Histoire
En 1691, pendant la guerre de Neuf Ans, les Espagnols, arrivant du col d'Ares, assiègent Prats-de-Mollo, sans succès.
Le 6 juin 1793, pendant la guerre du Roussillon, les troupes espagnoles du général Antonio Ricardos passent par le col d'Ares et prennent Prats-de-Mollo. Le col reste occupé jusqu'en 1794 date à laquelle les troupes françaises du général Dugommier parvinrent à rejeter les Espagnols de l'autre côté des Pyrénées.
À partir du 27 janvier 1939, durant la Retirada, en deux semaines seulement, 100 000 réfugiés espagnols passent le col d'Ares, et sont dirigés sur Prats-de-Mollo. Pour accueillir ces réfugiés on construit quatre camps de concentration dans la vallée du Tech. De plus, en ce temps-là, la route en provenance de l'Espagne s'arrête net au col d'Ares et ne permet pas la circulation des véhicules avant quatre kilomètres plus bas du côté français. Des centaines de véhicules civils et militaires sont alors abandonnés dans la montée du côté espagnol et, pour nombre d'entre eux, poussés dans le ravin et incendiés afin d'éviter leur utilisation par les armées franquistes. Le 13 février 1939 à 14 h 15 la frontière est fermée, et ensuite gardée par les soldats nationalistes espagnols du général Franco.
La route moderne sur le versant français est ouverte en 1965.
L'Italien Franco Bitossi franchit le col en tête lors de la quatorzième étape du Tour de France 1968 reliant La Seu d'Urgell (Espagne) à Canet-Plage.